# Callilepis ketani
Callilepis ketani är en spindelart som beskrevs av Gajbe 1984. Callilepis ketani ingår i släktet Callilepis och familjen plattbuksspindlar. Inga underarter finns listade.